# Interstate 190 (New York)
Die Interstate 190 in New York (kurz I-190) ist eine 45,61 km (28,3 mi) lange Autobahn in Buffalo. Sie führt von der Kreuzung mit der Interstate 90 bis zum Grenzübergang an der Lewiston–Queenston Bridge, die sich über den Niagara River streckt.

## Geschichte
Der Teil der I-190 südlich des NY-384 in dem Ort Niagara Falls wurde ursprünglich von dem New York State Thruway Authority, als Teil des New York State Thruway Systems gebaut. Der Bau an zwei Segmenten, von der Ogden Street zur Porter Avenue im Zentrum von Buffalo und vom Beaver Island Parkway zur River Road auf Grand Island, begann in 1953. Auf Grand Island begann der Bau am 16. Juli 1954 um die beiden existierenden Brücken zu verbinden. Um 1955 begann die Konstruktion am Rest des Niagara Thruway. Am 14. August 1957 sollte die Strecke, die aktuell I-190 ist, eigentlich als I-90N ausgeschildert werden. Am 24. Februar 1959 wurde dann die I-90N zur I-190 umbenannt.

## Galerie

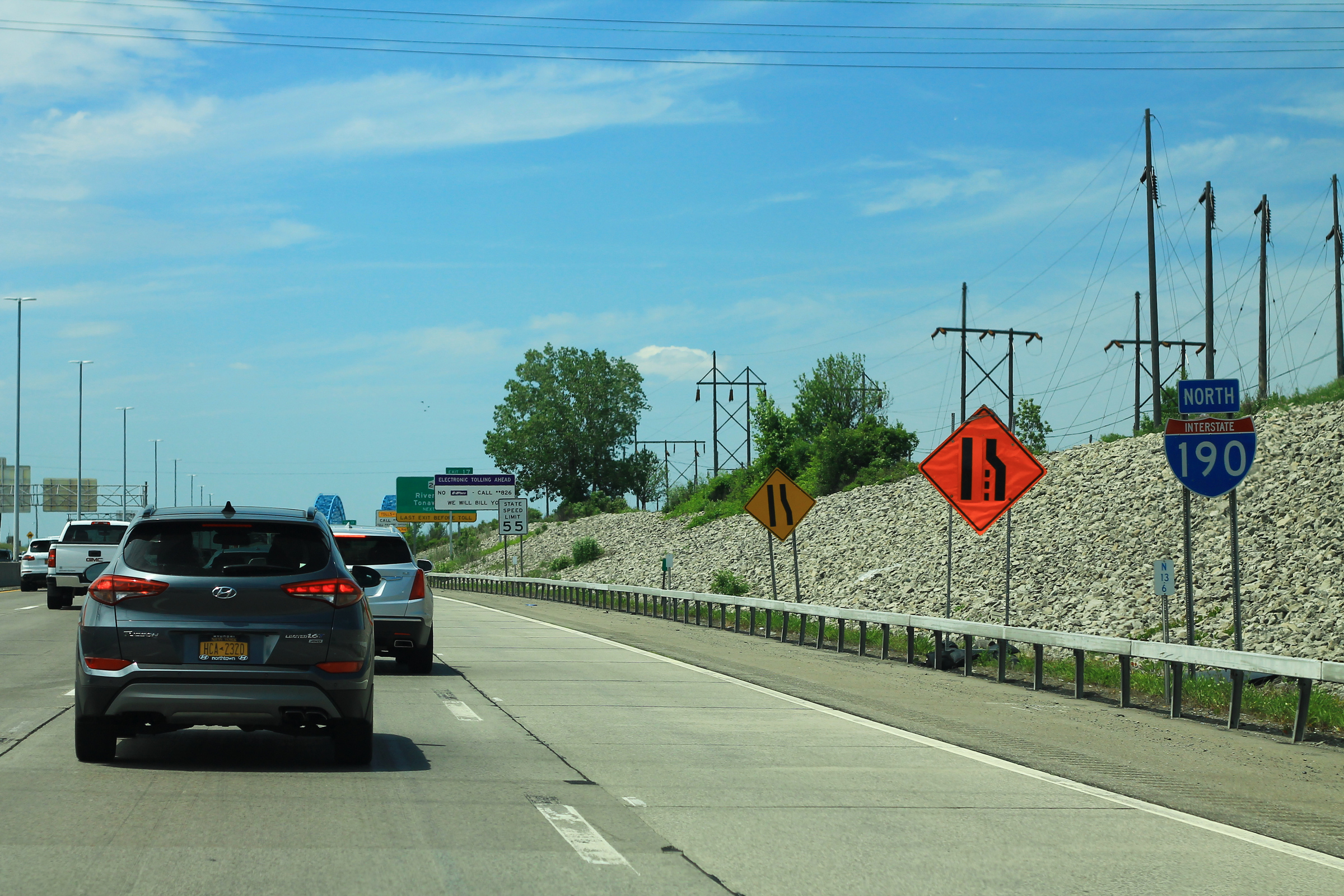
Schild an der I-190 N
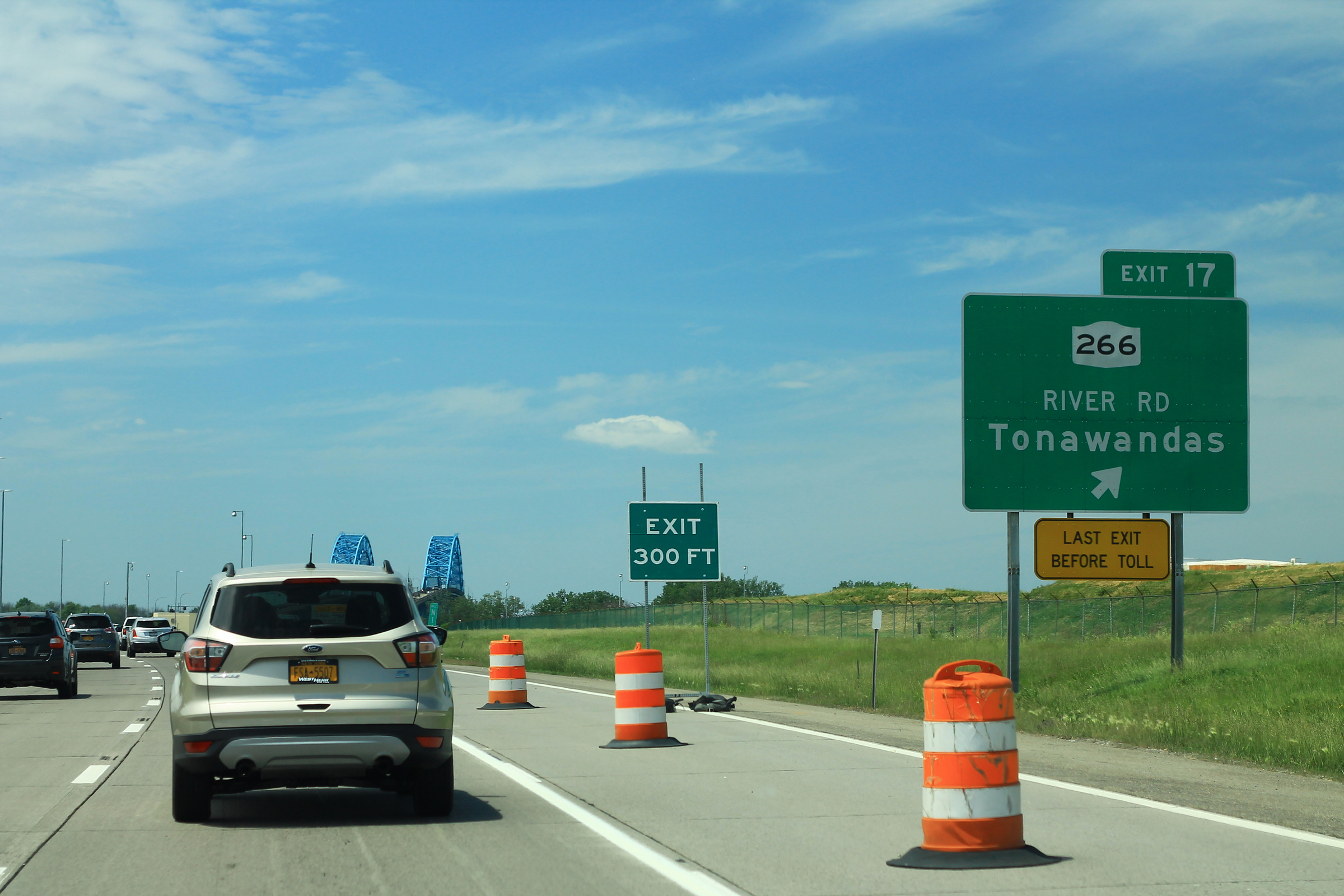
An der Ausfahrt 17 …
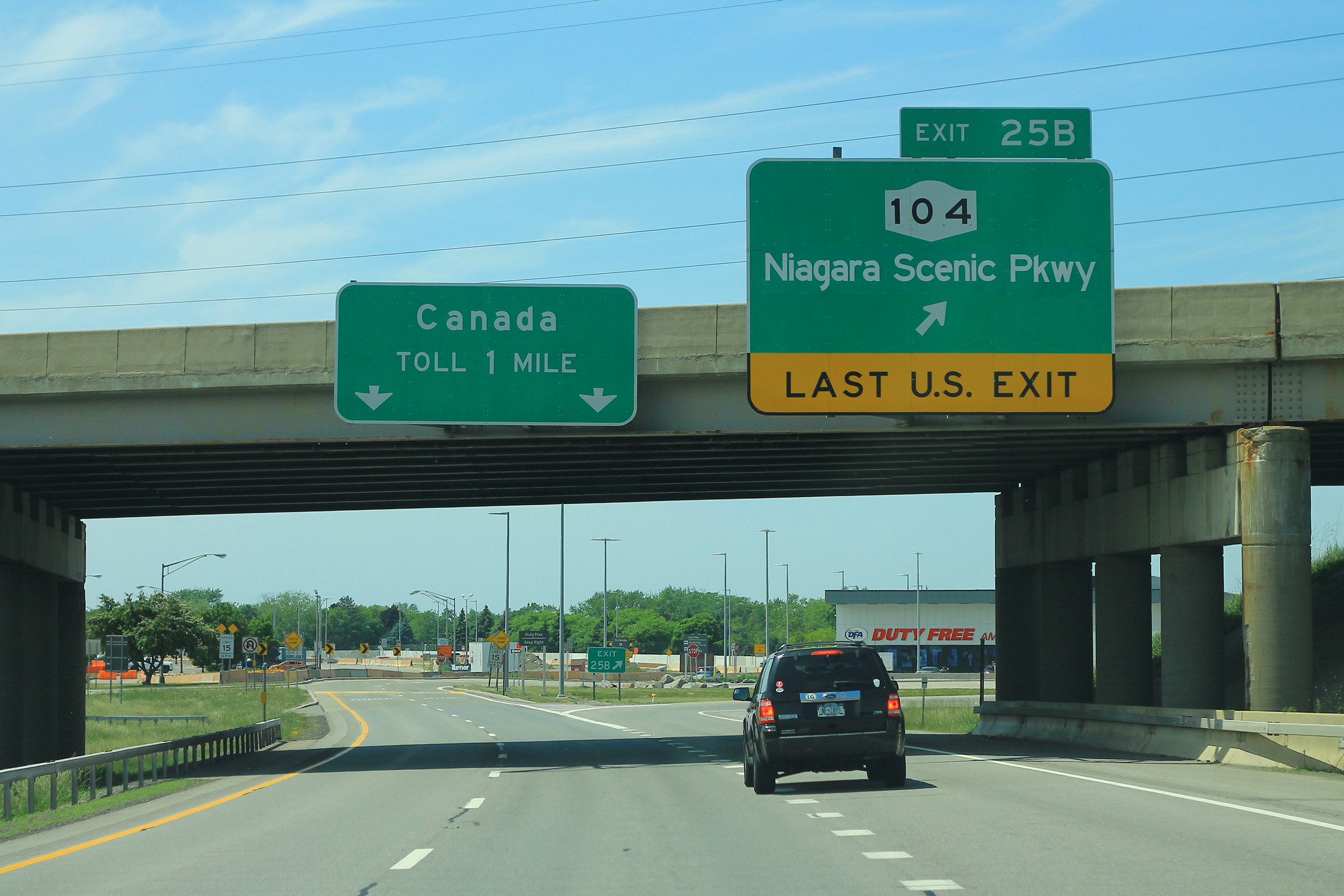
… und 25b